# Nganti (Sanga Desa)
Nganti is een bestuurslaag in het regentschap Musi Banyuasin van de provincie Zuid-Sumatra, Indonesië. Nganti telt 753 inwoners (volkstelling 2010).